# Kokane
Jerry B. Long, Jr. (New York City, New York, SAD, 10. ožujka 1969.), bolje poznat po svom umjetničkom imenu Kokane je američki reper i pjevač poznat po svojim brojnim gostovanjima na Dr. Dreovom album 2001. Svoju karijeru je započeo u diskografskoj kući Ruthless Records, pisajući pjesme za N.W.A. i Above the Law. Kasnije je potpisao ugovor za diskografsku kuću E1 Music, gdje je osnovao grupu The Hood Mob zajedno s Cricetom i Contrabandom.

## Diskografija
- Addictive Hip Hop Muzick (1991.)
- Funk Upon a Rhyme (1994.)
- They Call Me Mr. Kane (1999.)
- Gangstarock (2002.)
- Don't Bite The Funk Vol. 1 (2004.)
- Mr. Kane, Pt. 2 (2005.)
- Back 2 tha Clap (2006.)
- Pain Killer'z (2006.)
- The Hood Mob (2006.)
- The Album (2008.)
- Gimme All Mine (2010.)
- The Legend Continues (2011.)
- Jerry B Long (2012.)

## Filmografija
- The Wash (2001.)
- Old School (2003.)